# Lohijärvi (sjö i Sulkava, Södra Savolax)
Lohijärvi är en sjö i kommunen Sulkava i landskapet Södra Savolax i Finland. Sjön ligger 82,9 meter över havet. Arean är 6,6 kvadratkilometer och strandlinjen är 68,4 kilometer lång. Sjön  ingår i Vuoksens huvudavrinningsområde.   Den ligger omkring 79 kilometer öster om S:t Michel och omkring 260 kilometer nordöst om Helsingfors. 
I sjön finns öarna Kiiskisaari, Suurpäänsaari, Vääräsaari och Palanutsaari. 